# Antony Lellouche
Pour les articles homonymes, voir Lellouche.
Antony Lellouche, né le 24 février 1981, est un joueur de poker français

## Biographie
C’est en 1998 qu’Antony Lellouche entre pour la première fois dans un cercle de jeu. Il joue notamment en cash game à l'Aviation Club de France. Fidèle du club Wagram, il fait ses armes à la table de l'après midi, avec JP, Tatos, Azu, et le fondateur de Monceau Fleurs, et d'autres.[réf. nécessaire]. Même s'il joue la variante commune du Texas Hold'em, il se specialise dans le Pot Limit Omaha, et déclare que sa variante préféré est le Omaha 4 ou 5. 
Il est sponsorisé par Winamax entre 2007 et 2012.
En 2018, il est condamné à dix mois de prison avec sursis et d'une amende de 20 000 €, pour organisation de partie clandestine dans une affaire qui date de 2014.

## Parcours
Ses premiers résultats sur le circuit international du poker remontent à 2004 lors des World Series of Poker.
Depuis il a été 3 fois présents à une table finale WSOP, 7e en 2004, 3e en 2007, et 9e en 2009.
En 2007 et 2008, il a atteint à trois reprises la table finale de l'European Poker Tour : à Londres en 2007 (6e), à San Remo en 2008 (2e) et à Londres en 2008 (8e). 
D'octobre à décembre 2009, il rentre dans l'argent trois fois de suite aux EPT de Varsovie, Vilamoura et Prague.
En janvier 2010, il termine deuxième du High-Roller de l'EPT de Deauville.
En 2011, il remporte le € 5,000 Pot Limit Omaha du WPT Rendez-Vous à Paris et € 71 760 € de gains.
En 2014, il finit 6e de l'event 54 $ 3,000 Pot Limit Omaha Hi/Lo des WSOP
En octobre 2018, ses gains cumulés en tournoi dépassent 2 660 000 $.